# Alan Davis (dessinateur français)
Pour les articles homonymes, voir Alan Davis et Davis.
 (avril 2010).
Si vous disposez d'ouvrages ou d'articles de référence ou si vous connaissez des sites web de qualité traitant du thème abordé ici, merci de compléter l'article en donnant les références utiles à sa vérifiabilité et en les liant à la section « Notes et références ».
Jean Pailler, dit Alan Davis, est un dessinateur français de bandes dessinées né en 1952. Durant les années 1970, il a illustré - en signant Pailler - diverses histoires humoristiques dans le journal Pilote, sur des scénarios de Coucho. Alan Davis est devenu son principal pseudonyme quand il s'est orienté vers le registre érotique et pornographique. Il a aussi utilisé les noms de Jo Cordès et Jean Pignard.

## Œuvres

### Sous le nom de Pailler
- Déconan le barbaresque (scénario : Coucho)[2]
- Chutes à tiroir (scénario : Coucho)
- Liz et Beth (tome 5, Le club des sens ; scénario : Henri Filippini)

### Sous le nom d'Alan Davis
- Billie et Betty (4 tomes)
- Au plaisir des dames
- Viol avec préméditation (tome 1 seulement ; la suite de l'histoire n'est jamais parue)
- Le Clan (3 tomes + une histoire inédite en album, publiée dans la revue Bédéadult)

### Sous le nom de Jo Cordès
- Charlie Logan
- Iris (3 tomes)
- Les fils de la violence
- Les chroniques d'Astup

### Sous le nom de Jean Pignar
- La semaine de sucette (avec Manuel Lizay)
- Les Pieds niqueurs (2 tomes) (avec Manuel Lizay)